# Otto e mezzo (ventesima edizione)
La ventesima edizione del programma televisivo Otto e mezzo, composta da 244 puntate, è stata trasmessa sul canale televisivo LA7 dal 7 settembre 2020 al 25 giugno 2021.
L'edizione è condotta da Lilli Gruber e diretta da Luciano Fontana. Ogni puntata include Il Punto di Paolo Pagliaro.
| nº  | Titolo                                                     | Ospiti                                                                                                 | Prima TV          |
| --- | ---------------------------------------------------------- | --- | ----------------- |
| 1   | Il cluster Berlusconi e le grane di Conte                  | Vittoria Colizza, Massimo Cacciari, Marco Travaglio                                                    | 7 settembre 2020  |
| 2   | Lo shock di Colleferro e l'Italia del virus                | Massimo Galli, Beppe Severgnini, Diego Bianchi                                                         | 8 settembre 2020  |
| 3   | La politica degli insulti e degli strattoni                | Elly Schlein, Gianrico Carofiglio, Elisa Calessi, Andrea Scanzi                                        | 9 settembre 2020  |
| 4   | Referendum, è più di sinistra il sì o il no?               | Jasmine Cristallo, Giovanni Floris, Pino Corrias                                                       | 10 settembre 2020 |
| 5   | Gratteri fra 'ndrangheta, politica e COVID                 | Nicola Gratteri, Massimo Giannini, Maurizio Belpietro                                                  | 11 settembre 2020 |
| 6   | Un referendum sui 5 Stelle?                                | Alessandra Tarquini, Danilo Toninelli, Carlo Calenda                                                   | 12 settembre 2020 |
| 7   | Governo Conte promosso o bocciato?                         | Antonella Viola, Marco Travaglio, Alessandro Sallusti, Fabrizio Barca                                  | 14 settembre 2020 |
| 8   | De Benedetti torna in campo                                | Carlo De Benedetti, Massimo Giannini                                                                   | 15 settembre 2020 |
| 9   | Referendum, la scelta di Veltroni                          | Walter Veltroni, Andrea Scanzi                                                                         | 16 settembre 2020 |
| 10  | Zingaretti chiama al voto antifascista                     | Michela Murgia, Antonio Padellaro, Maurizio Belpietro                                                  | 17 settembre 2020 |
| 11  | Regionali, tutto in mano ai 5 Stelle                       | Luigi Di Maio, Daniela Preziosi, Beppe Severgnini                                                      | 18 settembre 2020 |
| 12  |                                                            | Beatrice Lorenzin, Luca Ricolfi, Antonella Viola                                                       | 19 settembre 2020 |
| 13  | Elezioni, nessuna spallata                                 | Lina Palmerini, Marco Travaglio, Alessandro Sallusti                                                   | 21 settembre 2020 |
| 14  | PD all'incasso, terremoto 5 Stelle                         | Simona Sala, Massimo Cacciari, Andrea Scanzi                                                           | 22 settembre 2020 |
| 15  | Governo, cosa vuole davvero il PD                          | Andrea Orlando, Antonio Scurati, Massimo Giannini, Elisa Calessi                                       | 23 settembre 2020 |
| 16  | Il virus c'è, siamo seri                                   | Chiara Geloni, Antonella Viola, Stefano Feltri, Beppe Severgnini                                       | 24 settembre 2020 |
| 17  | Chi non è pronto alla seconda ondata?                      | Michela Murgia, Paolo Mieli, Ranieri Guerra, Vincenzo Sofo                                             | 25 settembre 2020 |
| 18  | Milano, Giorgio Armani e l'Italia                          | Giuseppe Sala, Mariannna Aprile, Massimo Galli, Paolo Mieli                                            | 26 settembre 2020 |
| 19  | Governo, recovery e INPS: parla Boeri                      | Tito Boeri, Lina Palmerini, Alessandro Sallusti, Andrea Scanzi                                         | 28 settembre 2020 |
| 20  | Conte e l'Italia del sussidistan                           | Pier Luigi Bersani, Massimo Franco, Marco Travaglio                                                    | 29 settembre 2020 |
| 21  | Contro il virus si deve correre                            | Antonella Viola, Oscar Farinetti, Massimo Giannini, Giovanni Floris                                    | 30 settembre 2020 |
| 22  | Europa e virus: le battaglie di Conte                      | Vincenzo Amendola, Massimo Galli, Silvia Sciorilli Borrelli, Beppe Severgnini                          | 1º ottobre 2020   |
| 23  | Il cluster dei populisti                                   | Antonella Viola, Gianrico Carofiglio, Alessandro Sallusti, Stefano Feltri                              | 2 ottobre 2020    |
| 24  | Di Battista, schiaffo ai 5 Stelle                          | Massimo Nava, Michele Gubitosa, Marco Bentivogli                                                       | 3 ottobre 2020    |
| 25  | La seconda ondata sul governo                              | Alessandro Sallusti, Alessandro Vespignani, Lina Palmerini, Andrea Scanzi, Massimo Giannini            | 5 ottobre 2020    |
| 26  | Italia prudente, Trump incosciente                         | Massimo Cacciari, Arianna Farinelli, Giuseppe Ippolito, Antonio Padellaro                              | 6 ottobre 2020    |
| 27  | Conte alza l'allarme, la Lega non ci sta                   | Valeria Golino, Riccardo Molinari, Marco Travaglio                                                     | 7 ottobre 2020    |
| 28  | Virus, il piano B del governo                              | Alfonso Bonafede, Silvia Sciorilli Borrelli, Beppe Severgnini                                          | 8 ottobre 2020    |
| 29  | Virus, la battaglia per non chiudere                       | Sofia Ventura, Luca Richeldi, Luca Telese, Antonio Padellaro                                           | 9 ottobre 2020    |
| 30  | Mattarella: il virus aumenta il disagio psichico           | Elisa Fuksas, Maria Giovanna Luini, Marianna Aprile, Pino Corrias                                      | 10 ottobre 2020   |
| 31  | Nuovi divieti, il governo frena?                           | Antonella Viola, Lina Palmerini, Alessandro Sallusti, Andrea Scanzi                                    | 12 ottobre 2020   |
| 32  | Il virus corre, il governo insegue                         | Giuseppe Provenzano, Cristina Comencini, Stefano Feltri                                                | 13 ottobre 2020   |
| 33  | L'ombra del lockdown                                       | Massimo Galli, Sofia Ventura, Marco Travaglio                                                          | 14 ottobre 2020   |
| 34  | Virus, primi lockdown parziali                             | Elsa Fornero, Antonella Viola, Beppe Severgnini, Lucio Caracciolo                                      | 15 ottobre 2020   |
| 35  | Virus, Italia verso il coprifuoco                          | Fabrizio Barca, Vittoria Colizza, Silvia Sciorilli Borrelli, Antonio Padellaro                         | 16 ottobre 2020   |
| 36  | Seconda ondata, governo impreparato?                       | Sandra Zampa, Antonella Boralevi, Giuliano Guida Bardi, Luca Telese                                    | 17 ottobre 2020   |
| 37  | Virus, Conte rifiuta la stretta                            | Ranieri Guerra, Massimo Cacciari, Andrea Scanzi, Lina Palmerini                                        | 19 ottobre 2020   |
| 38  | La rivincita della ministra più attaccata                  | Lucia Azzolina, Antonella Viola, Marco Travaglio, Sebastiano Barisoni                                  | 20 ottobre 2020   |
| 39  | Conte si affida all'auto lockdown                          | Michela Murgia, Antonella Viola, Marco Travaglio, Alessandro Sallusti                                  | 21 ottobre 2020   |
| 40  | Galli: coprifuoco in tutta Italia                          | Simona Sala, Massimo Galli, Paolo Giordano, Antonio Padellaro                                          | 22 ottobre 2020   |
| 41  | Virus, Conte accerchiato                                   | Paola De Micheli, Luca Richeldi, Beppe Severgnini, Alessandro De Angelis                               | 23 ottobre 2020   |
| 42  | Virus, scontri sulle nuove misure                          | Evelina Christillin, Walter Ricciardi, Alessandro Sallusti, Andrea Scanzi, Emma Dante                  | 26 ottobre 2020   |
| 43  | Giannini, la mia battaglia contro il COVID                 | Antonella Viola, Marco Travaglio, Massimo Giannini                                                     | 27 ottobre 2020   |
| 44  | Lockdown, imprese e governo: parla Della Valle             | Diego Della Valle, Marco Travaglio                                                                     | 28 ottobre 2020   |
| 45  | "Lockdown totale ipotesi realistica"                       | Elsa Fornero, Luca Richeldi, Maurizio Molinari, Beppe Severgnini                                       | 29 ottobre 2020   |
| 46  | 31mila nuovi casi. Cosa stiamo aspettando?                 | Walter Veltroni, Chiara Geloni, Stefano Feltri, Luisa Venneri                                          | 30 ottobre 2020   |
| 47  | COVID, COVID, COVID: non si parla d'altro?                 | Arianna Farinelli, Alessandra Ghisleri, Alessandro Milan, Luca Telese                                  | 31 ottobre 2020   |
| 48  | Lockdown, chi decide e chi no                              | Lina Palmerini, Giovanni Di Lorenzo, Alessandro Sallusti, Andrea Scanzi                                | 2 novembre 2020   |
| 49  | Lockdown locali, alta tensione                             | Antonella Viola, Silvia Sciorilli Borrelli, Marco Travaglio, Paolo Giordano                            | 3 novembre 2020   |
| 50  | Italia divisa, America in bilico                           | Carlo De Benedetti, Arianna Farinelli, Beppe Severgnini, Ranieri Guerra                                | 4 novembre 2020   |
| 51  | Governo-regioni, volano gli schiaffi                       | Sandra Zampa, Mario Monti, Massimo Giannini, Alessandro Sallusti                                       | 5 novembre 2020   |
| 52  | Lockdown, crisi di rigetto                                 | Carlo Calenda, Marianna Aprile, Cristina Scocchia, Antonio Padellaro                                   | 6 novembre 2020   |
| 53  | Ristori, solo "mancette"?                                  | Giuseppe Provenzano, Marianna Aprile, Luca Ricolfi, Giuliano Guida Bardi                               | 7 novembre 2020   |
| 54  | Il governo stringe, gli italiani mollano?                  | Lina Palmerini, Antonella Viola, Guido Maria Brera, Andrea Scanzi                                      | 9 novembre 2020   |
| 55  | Virus fuori controllo, parla Locatelli                     | Franco Locatelli, Serena Dandini, Marco Travaglio                                                      | 10 novembre 2020  |
| 56  | Il governo e il mistero dei dati                           | Sandra Zampa, Vittoria Colizza, Gianrico Carofiglio, Stefano Feltri                                    | 11 novembre 2020  |
| 57  | Il virus c'è, il buonsenso no                              | Michela Murgia, Ranieri Guerra, Alessandro Sallusti                                                    | 12 novembre 2020  |
| 58  | Mezza Italia in zona rossa                                 | Maddalena Oliva, Manuel Agnelli, Massimo Giannini, Paolo Mieli                                         | 13 novembre 2020  |
| 59  | Vaccino, speranze e rischi                                 | Stefania Salmaso, Nicola Magrini, Aldo Cazzullo, Luca Telese                                           | 14 novembre 2020  |
| 60  | Conte tra manovra e Natale                                 | Mariolina Sattanino, Riccardo Illy, Alessandro Sallusti, Andrea Scanzi                                 | 16 novembre 2020  |
| 61  | Gratteri: Calabria senza speranza?                         | Nicola Gratteri, Marco Travaglio, Stefano Zurlo                                                        | 17 novembre 2020  |
| 62  | 753 morti e la fretta di riaprire                          | Sofia Ventura, Giuseppe Ippolito, Beppe Severgnini, Antonio Padellaro                                  | 18 novembre 2020  |
| 63  | Conte - Berlusconi in nome del virus                       | Antonella Viola, Elisabetta Gualmini, Massimo Cacciari, Alessandro De Angelis                          | 19 novembre 2020  |
| 64  | Virus, chi spara sul vaccino                               | Monica Guerritore, Ranieri Guerra, Massimo Giannini, Paolo Mieli                                       | 20 novembre 2020  |
| 65  | "Giù le mani dal Natale"                                   | Sandra Zampa, Mariolina Sattanino, Claudio Brachino, Alberto Balocco                                   | 21 novembre 2020  |
| 66  | Virus, economia, alleanze: parla Conte                     | Giuseppe Conte, Alessandro Sallusti                                                                    | 23 novembre 2020  |
| 67  | 853 morti e pensiamo a sciare?                             | Antonella Viola, Antonio Scurati, Andrea Scanzi, Paolo Mieli                                           | 24 novembre 2020  |
| 68  | Bonaccini, la mia difficile sfida al COVID                 | Stefano Bonaccini, Silvia Sciorilli Borrelli, Reinhold Messner, Marco Travaglio                        | 25 novembre 2020  |
| 69  | COVID, chi avvelena i pozzi                                | Franco Bernabè, Lina Palmerini, Stefano Feltri, Agostino Miozzo                                        | 26 novembre 2020  |
| 70  | PD, avviso a Conte                                         | Andrea Orlando, Simona Sala, Massimo Giannini, Giuliano Guida Bardi                                    | 27 novembre 2020  |
| 71  | COVID, il disastro Lombardia                               | Claudia Maria Terzi, Antonella Boralevi, Massimo Galli, Luca Telese                                    | 28 novembre 2020  |
| 72  | Italia gialla, allarme rosso                               | Antonella Viola, Alessandro Sallusti, Andrea Scanzi, Maurizio de Giovanni, Guido Longo                 | 30 novembre 2020  |
| 73  | Tutti bravi con le regole per gli altri                    | Evelina Christillin, Beppe Severgnini, Antonio Padellaro, Fabrizio Barca                               | 1º dicembre 2020  |
| 74  | Natale COVID, il menù del governo                          | Sandra Zampa, Monica Frassoni, Massimo Giannini, Giacomo Papi                                          | 2 dicembre 2020   |
| 75  | 993 morti, Conte blinda il Natale                          | Mariolina Sattanino, Massimo Galli, Sebastiano Barisoni, Luca Bizzarri                                 | 3 dicembre 2020   |
| 76  | COVID e MES: Conte in trappola?                            | Michela Murgia, Marco Travaglio, Paolo Mieli                                                           | 4 dicembre 2020   |
| 77  | Natale con chi puoi                                        | Vitalba Azzollini, Luca Richeldi, Luca Telese, Paolo Mieli                                             | 5 dicembre 2020   |
| 78  | Governo sospeso per COVID                                  | Antonella Viola, Oscar Farinetti, Andrea Scanzi, Lina Palmerini                                        | 7 dicembre 2020   |
| 79  | I renziani e l'ultimatum a Conte                           | Maria Elena Boschi, Mariolina Sattanino, Massimo Gramellini                                            | 8 dicembre 2020   |
| 80  | Renzi, sfida finale a Conte                                | Massimo Galli, Beppe Severgnini, Alessandro Sallusti, Mariolina Sattanino                              | 9 dicembre 2020   |
| 81  | Chi difende Conte                                          | Ernesto Maria Ruffini, Massimo Cacciari, Marco Travaglio                                               | 10 dicembre 2020  |
| 82  | Il COVID e il Papeete di Natale                            | Andrea Orlando, Cristina Scocchia, Massimo Giannini, Luca Telese                                       | 11 dicembre 2020  |
| 83  | Natale COVID, conto alla rovescia                          | Walter Ricciardi, Antonella Boralevi, Luca Telese, Paolo Di Paolo                                      | 12 dicembre 2020  |
| 84  | Conte tra crisi e lockdown                                 | Carlo De Benedetti, Alessandro Vespignani, Beppe Severgnini, Lina Palmerini                            | 14 dicembre 2020  |
| 85  | Governo confuso o cittadini irresponsabili?                | Michela Murgia, Massimo Galli, Luca Telese, Massimo Giannini                                           | 15 dicembre 2020  |
| 86  | Natale in zona rossa                                       | Sandra Zampa, Antonella Viola, Alessandro Sallusti, Antonio Padellaro                                  | 16 dicembre 2020  |
| 87  | Governo alla stretta finale                                | Carlo Calenda, Silvia Sciorilli Borrelli, Marco Travaglio                                              | 17 dicembre 2020  |
| 88  | Il Natale secondo Conte                                    | Mariolina Sattanino, Walter Ricciardi, Andrea Scanzi, Stefano Zurlo                                    | 18 dicembre 2020  |
| 89  | Natale a casa per colpa di chi?                            | Stefania Salmaso, Antonella Boralevi, Pucci Romano, Luca Telese, Udo Gumpel                            | 19 dicembre 2020  |
| 90  | Conte e le "varianti" da gestire                           | Mariolina Sattanino, Massimo Galli, Massimo Cacciari, Andrea Scanzi                                    | 21 dicembre 2020  |
| 91  | Governo, Conte sta sereno?                                 | Vittoria Colizza, Silvia Sciorilli Borrelli, Giuliano Guida Bardi, Massimo Giannini, Antonio Padellaro | 22 dicembre 2020  |
| 92  | 2020 il COVID che ha cambiato tutto                        | Lina Palmerini, Antonella Viola, Marco Travaglio, Beppe Severgnini                                     | 23 dicembre 2020  |
| 93  | Trumpiani d'Italia e la crisi di governo                   | Antonella Viola, Marco Travaglio, Beppe Severgnini, Alessandro Sallusti                                | 7 gennaio 2021    |
| 94  | Governo Conte al capolinea?                                | Mariolina Sattanino, Luca Richeldi, Massimo Giannini, Antonio Padellaro                                | 8 gennaio 2021    |
| 95  | Vaccini, siamo pronti davvero?                             | Sandra Zampa, Stefania Salmaso, Antonella Boralevi, Luca Telese, Stefano Zurlo                         | 9 gennaio 2021    |
| 96  | Renzi spiegato da Bersani                                  | Pier Luigi Bersani, Lina Palmerini, Andrea Scanzi, Giuliano Guida Bardi                                | 11 gennaio 2021   |
| 97  | Il PD e le ultime ore del governo Conte                    | Andrea Orlando, Antonella Viola, Michela Murgia, Stefano Feltri                                        | 12 gennaio 2021   |
| 98  | Renzi sfascia tutto, e ora?                                | Lina Palmerini, Massimo Galli, Massimo Giannini, Alessandro Sallusti                                   | 13 gennaio 2021   |
| 99  | PD, porta in faccia a Renzi                                | Francesco Boccia, Mariolina Sattanino, Beppe Severgnini, Franco Bechis                                 | 14 gennaio 2021   |
| 100 | Di Maio e la battaglia dei responsabili                    | Luigi Di Maio, Marco Travaglio, Alessandro De Angelis                                                  | 15 gennaio 2021   |
| 101 | La crisi che nessuno capisce                               | Paolo Mieli, Silvia Sciorilli Borrelli, Luca Telese, Riccardo Staglianò                                | 16 gennaio 2021   |
| 102 | Conte: aiutateci!                                          | Lina Palmerini, Antonella Viola, Alessandro Sallusti, Andrea Scanzi                                    | 18 gennaio 2021   |
| 103 | Conte, suspense al Senato                                  | Massimo Giannini, Antonio Padellaro, Gianrico Carofiglio                                               | 19 gennaio 2021   |
| 104 | L'America volta pagina, e l'Italia?                        | Carlo De Benedetti, Beppe Severgnini, Massimo Giannini                                                 | 20 gennaio 2021   |
| 105 | Conte, corsa contro il tempo                               | Lucio Caracciolo, Massimo Cacciari, Marco Travaglio                                                    | 21 gennaio 2021   |
| 106 | Conte, il virus e il rischio voto                          | Mario Monti, Simona Sala, Stefania Salmaso, Michela Murgia                                             | 22 gennaio 2021   |
| 107 | Conte, l'uomo misterioso                                   | Sandra Zampa, Marianna Aprile, Furio Colombo, Alessandra Tarquini                                      | 23 gennaio 2021   |
| 108 | Conte si dimette, chi festeggia?                           | Franco Bernabè, Mariolina Sattanino, Massimo Franco, Andrea Scanzi                                     | 25 gennaio 2021   |
| 109 | Conte lascia, Conte torna?                                 | Lina Palmerini, Gianni Barbacetto, Alessandro Sallusti                                                 | 26 gennaio 2021   |
| 110 | Crisi, notte fonda                                         | Maurizio Landini, Antonella Viola, Massimo Giannini, Beppe Severgnini                                  | 27 gennaio 2021   |
| 111 | Renzi bombarda, il PD cosa risponde?                       | Andrea Orlando, Silvia Sciorilli Borrelli, Marco Travaglio                                             | 28 gennaio 2021   |
| 112 | Crisi, Fico e la difficile mediazione                      | Antonio Padellaro, Michela Murgia, Alessandro Sallusti, Luca Richeldi                                  | 29 gennaio 2021   |
| 113 | Sta vincendo Renzi?                                        | Simona Sala, Marianna Aprile, Luca Telese, Francesco Borgonovo                                         | 30 gennaio 2021   |
| 114 | La crisi, la battaglia delle "poltrone"                    | Lina Palmerini, Antonella Viola, Evelina Christillin, Andrea Scanzi                                    | 1º febbraio 2021  |
| 115 | Renzi rompe, crisi in mano a Mattarella                    | Michela Murgia, Massimo Giannini, Stefano Feltri                                                       | 2 febbraio 2021   |
| 116 | Draghi: Salvini al bivio                                   | Matteo Salvini, Lina Palmerini                                                                         | 3 febbraio 2021   |
| 117 | PD: sì a Draghi a qualunque costo?                         | Nicola Zingaretti, Gad Lerner, Alessandro Sallusti                                                     | 4 febbraio 2021   |
| 118 | Chi "osa" dire no a Draghi                                 | Massimo Cacciari, Marco Travaglio, Massimo Giannini                                                    | 5 febbraio 2021   |
| 119 | Draghi, unità nazionale o ammucchiata?                     | Concita De Gregorio, Tomaso Montanari, Alessandro Milan, Luca Telese                                   | 6 febbraio 2021   |
| 120 | Draghi, gli italiani ci credono                            | Lina Palmerini, Federico Marchetti, Luca Richeldi, Andrea Scanzi                                       | 8 febbraio 2021   |
| 121 | I big alla corte di Draghi                                 | Michela Murgia, Beppe Severgnini, Stefano Feltri                                                       | 9 febbraio 2021   |
| 122 | Draghi: segnale a Grillo                                   | Carlo Calenda, Silvia Sciorilli Borrelli, Antonio Padellaro                                            | 10 febbraio 2021  |
| 123 | 5 Stelle, sì sofferto a Draghi                             | Monica Guerzoni, Antonella Viola, Marco Travaglio, Alessandro Sallusti                                 | 11 febbraio 2021  |
| 124 | Draghi: equilibrismo e competenza                          | Giovanna Pancheri, Massimo Giannini, Chiara Albanese, Andrea Scanzi                                    | 12 febbraio 2021  |
| 125 | Draghi giura, l'Italia cambia?                             | Antonella Boralevi, Stefano Feltri, Tomaso Montanari, Luca Telese                                      | 13 febbraio 2021  |
| 126 | Rocco Casalino, il portavoce                               | Rocco Casalino, Beppe Severgnini, Andrea Scanzi                                                        | 15 febbraio 2021  |
| 127 | Lotta al virus, con Draghi si cambia?                      | Lina Palmerini, Antonella Viola, Alessandro Sallusti, Rino Rappuoli                                    | 16 febbraio 2021  |
| 128 | L'esordio di Draghi "politico"                             | Silvia Sciorilli Borrelli, Massimo Giannini, Franco Bechis, Luciano Canfora                            | 17 febbraio 2021  |
| 129 | Draghi, dopo la fiducia il gioco si fa duro                | Mariolina Sattanino, Stefania Salmaso, Massimo Cacciari, Stefano Feltri                                | 18 febbraio 2021  |
| 130 | Draghi, due italiani su tre si fidano                      | Giovanna Pancheri, Marco Travaglio, Alessandro De Angelis                                              | 19 febbraio 2021  |
| 131 | COVID, non sarà come riaccendere la luce                   | Sandra Zampa, Massimo Galli, Alessandro Milan, Luca Telese                                             | 20 febbraio 2021  |
| 132 | Draghi e il governo delle emergenze                        | Franco Bernabè, Lina Palmerini, Antonella Viola, Andrea Scanzi                                         | 22 febbraio 2021  |
| 133 | Virus, primo bivio per Draghi                              | Walter Veltroni, Monica Guerzoni, Antonio Padellaro, Massimo Ciccozzi                                  | 23 febbraio 2021  |
| 134 | I 5 Stelle tra Conte e Draghi                              | Alfonso Bonafede, Michela Murgia, Massimo Giannini                                                     | 24 febbraio 2021  |
| 135 | Governo e virus: chi straparla e chi tace                  | Antonella Viola, Alessandro Sallusti, Beppe Severgnini, Antonio Padellaro                              | 25 febbraio 2021  |
| 136 | Draghi e l'incubo terza ondata                             | Claudio Baglioni, Silvia Sciorilli Borrelli, Marco Travaglio, Alessandro Milan                         | 26 febbraio 2021  |
| 137 | Lombardia malata d'Italia?                                 | Antonella Boralevi, Massimo Galli, Stefano Zurlo, Luca Telese                                          | 27 febbraio 2021  |
| 138 | Draghi silura Arcuri                                       | Lina Palmerini, Luca Richeldi, Gianrico Carofiglio, Andrea Scanzi                                      | 1º marzo 2021     |
| 139 | Draghi e la prima stretta anti COVID                       | Michela Murgia, Massimo Galli, Beppe Severgnini                                                        | 2 marzo 2021      |
| 140 | L'Italia canta mentre il paese chiude                      | Antonella Viola, Gad Lerner, Alessandro Sallusti, Giuliano Guida Bardi                                 | 3 marzo 2021      |
| 141 | Zingaretti: mi vergogno di questo PD                       | Marianna Aprile, Stefano Feltri, Andrea Scanzi, Luca Telese                                            | 4 marzo 2021      |
| 142 | Il governo Draghi fa male alla sinistra?                   | Stefania Salmaso, Marco Travaglio, Massimo Cacciari                                                    | 5 marzo 2021      |
| 143 | PD, una donna per uscire dalla crisi                       | Sandra Zampa, Marianna Aprile, Pauline Harmange, Luca Telese                                           | 6 marzo 2021      |
| 144 | Draghi: l'emergenza COVID peggiora                         | Laura Boldrini, Antonella Viola, Lina Palmerini, Alessandro Sallusti                                   | 8 marzo 2021      |
| 145 | COVID: un anno dopo, assuefatti ai morti                   | Nadia Urbinati, Stefano Nava, Massimo Giannini, Beppe Severgnini                                       | 9 marzo 2021      |
| 146 | Draghi, 48 ore per la stretta                              | Carolina Castagna, Maurizio Molinari, Guido Maria Brera, Antonio Padellaro                             | 10 marzo 2021     |
| 147 | La verità su AstraZeneca                                   | Antonella Viola, Marco Cavaleri, Andrea Scanzi, Riccardo Iacona                                        | 11 marzo 2021     |
| 148 | Draghi, l'empatia nel giorno più difficile                 | Silvia Sciorilli Borrelli, Giovanna Gatti Luini, Valentina Cuppi, Marco Travaglio                      | 12 marzo 2021     |
| 149 | Letta, la sinistra e Draghi                                | Elly Schlein, Marianna Aprile, Alessandro De Angelis, Luca Telese                                      | 13 marzo 2021     |
| 150 | Stop AstraZeneca: ora cosa succede?                        | Lina Palmerini, Antonella Viola, Nicola Magrini, Lucio Caracciolo                                      | 15 marzo 2021     |
| 151 | PD, Bersani torna a casa?                                  | Pier Luigi Bersani, Annalisa Cuzzocrea, Massimo Franco                                                 | 16 marzo 2021     |
| 152 | Draghi e il caos vaccini                                   | Michela Murgia, Silvia Sciorilli Borrelli, Alessandro Sallusti, Massimo Galli                          | 17 marzo 2021     |
| 153 | OK ad AstraZeneca, la campagna riparte                     | Roberta Villa, Massimo Cacciari, Andrea Scanzi, Gianrico Carofiglio                                    | 18 marzo 2021     |
| 154 | Vaccini e sostegni, la cura di Draghi                      | Evelina Christillin, Carolina Castagna, Marco Travaglio, Massimo Giannini                              | 19 marzo 2021     |
| 155 | Draghi e l'Italia in cerca di fiducia                      | Stefania Salmaso, Antonella Boralevi, Alessandro De Angelis, Luca Telese                               | 20 marzo 2021     |
| 156 | Draghi, vaccini e ripresa: parla Della Valle               | Diego Della Valle, Lina Palmerini                                                                      | 22 marzo 2021     |
| 157 | Draghi e il disastro Lombardia                             | Antonella Viola, Gad Lerner, Beppe Severgnini                                                          | 23 marzo 2021     |
| 158 | Vaccini e regioni, Draghi all'attacco                      | Silvia Sciorilli Borrelli, Tomaso Montanari, Massimo Cacciari                                          | 24 marzo 2021     |
| 159 | Draghi, braccio di ferro sui vaccini                       | Antonella Viola, Marco Travaglio, Alessandro Sallusti                                                  | 25 marzo 2021     |
| 160 | Draghi e il PD di Letta                                    | Enrico Letta, Monica Guerzoni, Antonio Padellaro                                                       | 26 marzo 2021     |
| 167 | Draghi, il politico                                        | Chiara Albanese, Roger Abravanel, Alessandro De Angelis, Luca Telese                                   | 27 marzo 2021     |
| 168 | Draghi: immunità a luglio                                  | Carolina Castagna, Stefano Feltri, Giuliano Guida Bardi, Massimo Giannini                              | 29 marzo 2021     |
| 169 | L'ala sinistra del governo Draghi                          | Andrea Orlando, Michela Murgia, Alessandro De Angelis                                                  | 30 marzo 2021     |
| 170 | Salvini: commissariati Speranza e il CTS                   | Antonella Viola, Maurizio Molinari, Beppe Severgnini                                                   | 31 marzo 2021     |
| 171 | Il virus e la propaganda di Pasqua                         | Simona Sala, Sabina Guzzanti, Massimo Galli, Alessandro Sallusti                                       | 1º aprile 2021    |
| 172 | Il PD e le bordate di Salvini                              | Roberto Gualtieri, Lina Palmerini, Marco Travaglio                                                     | 2 aprile 2021     |
| 173 | Pasqua, è davvero l'ultimo sforzo?                         | Rosy Bindi, Lucia Bisceglia, Alessandro Milan, Luca Telese                                             | 3 aprile 2021     |
| 174 | Pochi vaccini, ma le regioni vogliono riaprire             | Lina Palmerini, Antonella Viola, Federico Marchetti, Gad Lerner                                        | 5 aprile 2021     |
| 175 | COVID, chi soffia sulla protesta                           | Sandra Zampa, Beppe Severgnini, Lucio Caracciolo, Antonio Padellaro                                    | 6 aprile 2021     |
| 176 | Il governo e il dilemma AstraZeneca                        | Antonella Viola, Silvia Sciorilli Borrelli, Massimo Giannini, Tomaso Montanari                         | 7 aprile 2021     |
| 177 | Draghi: più vacciniamo più riapriamo                       | Mariolina Sattanino, Marco Travaglio, Alessandro Sallusti                                              | 8 aprile 2021     |
| 178 | Draghi e la battaglia dei vaccini                          | Carolina Castagna, Beppe Severgnini, Pino Corrias, Stefano Massini                                     | 9 aprile 2021     |
| 179 | Virus e politica: il metodo Draghi                         | Evelina Christillin, Lucia Bisceglia, Alessandro Milan, Luca Telese                                    | 10 aprile 2021    |
| 180 | Aperture: l'unica strada sono i vaccini                    | Stefania Salmaso, Alessandro Sallusti, Alessandro De Angelis, Fabrizio Barca                           | 12 aprile 2021    |
| 181 | Stop a Johnson & Johnson, piano vaccinale a rischio?       | Irene Tinagli, Antonella Viola, Stefano Feltri, Luca Telese                                            | 13 aprile 2021    |
| 182 | Riaperture, la grande battaglia                            | Rosi Braidotti, Roberto Battiston, Massimo Giannini, Antonio Padellaro                                 | 14 aprile 2021    |
| 183 | Riaperture: vietato sbagliare                              | Concita De Gregorio, Marco Travaglio, Fabio Volo                                                       | 15 aprile 2021    |
| 184 | Draghi: si riapre con rischio calcolato                    | Lina Palmerini, Massimo Galli, Lorenzo Bini Smaghi, Tomaso Montanari                                   | 16 aprile 2021    |
| 185 | COVID, si salva chi può                                    | Patrizia Luongo, Massimo Galli, Alessandro Milan, Giuliano Guida Bardi                                 | 17 aprile 2021    |
| 186 | COVID, calcio e la legge del più forte                     | Evelina Christillin, Antonella Viola, Gad Lerner, Alessandro Sallusti                                  | 19 aprile 2021    |
| 187 | Draghi corre sui vaccini, Conte ferma Grillo               | Michela Murgia, Alessandra Galloni, Nicola Magrini, Beppe Severgnini                                   | 20 aprile 2021    |
| 188 | Draghi, lo strappo di Salvini                              | Giovanna Pancheri, Massimo Giannini, Tomaso Montanari                                                  | 21 aprile 2021    |
| 189 | Ornella Vanoni e il coprifuoco                             | Ornella Vanoni, Alessandro Sallusti, Andrea Scanzi                                                     | 22 aprile 2021    |
| 190 | Draghi fra riaperture e recovery                           | Lina Palmerini, Massimo Cacciari, Marco Travaglio                                                      | 23 aprile 2021    |
| 191 | Riaperture: cautela o liberi tutti?                        | Antonella Boralevi, Roberto De Luca, Alessandro Milan, Luca Telese                                     | 24 aprile 2021    |
| 192 | Michele Santoro e l'Italia di Draghi                       | Antonella Viola, Gad Lerner, Michele Santoro                                                           | 26 aprile 2021    |
| 193 | 248 miliardi ma si litiga sul coprifuoco                   | Lina Palmerini, Lorenzo Bini Smaghi, Tomaso Montanari, Andrea Crisanti                                 | 27 aprile 2021    |
| 194 | L'Italia sfregiata che non ha paura                        | Michela Murgia, Beppe Severgnini, Alessandro Sallusti, Michele Dal Forno                               | 28 aprile 2021    |
| 195 | Il Recovery passa, le tensioni no                          | Carlo Calenda, Mariolina Sattanino, Marco Travaglio                                                    | 29 aprile 2021    |
| 196 | L'Italia di Draghi: parla Bernabè                          | Franco Bernabè, Silvia Sciorilli Borrelli, Antonio Padellaro                                           | 30 aprile 2021    |
| 197 | Primo Maggio di virus, di lotta e di governo               | Marta Fana, Giuliano Guida Bardi, Alessandro De Angelis, Luca Telese                                   | 1º maggio 2021    |
| 198 | La variante Fedez e la politica vigliacca                  | Rosi Braidotti, Stefano Feltri, Francesco Borgonovo, Andrea Scanzi                                     | 3 maggio 2021     |
| 199 | Draghi e il "metodo Salvini"                               | Enrico Giovannini, Lina Palmerini, Tomaso Montanari                                                    | 4 maggio 2021     |
| 200 | È Draghi lo "special one" ?                                | Caterina Soffici, Beppe Severgnini, Alessandro Sallusti, Antonio Padellaro                             | 5 maggio 2021     |
| 201 | Pandemia, danzare nella tempesta                           | Antonella Viola, Fabio Volo, Marco Travaglio                                                           | 6 maggio 2021     |
| 202 | Coprifuoco, sta vincendo Salvini?                          | Camilla Conti, Massimo Galli, Massimo Giannini, Stefano Massini                                        | 7 maggio 2021     |
| 203 | Riaperture e diritti, qual è la vera destra?               | Mirella Serri, Lucia Bisceglia, Stefano Zurlo, Luca Telese                                             | 8 maggio 2021     |
| 204 | Per Draghi è l'ora dell'elmetto                            | Lina Palmerini, Pino Corrias, Beppe Severgnini, Lara Lugli                                             | 10 maggio 2021    |
| 205 | Pfizer, tegola sui vaccini                                 | Roberto Gualtieri, Antonella Viola, Evelina Christillin, Andrea Scanzi                                 | 11 maggio 2021    |
| 206 | Vaccini: accelerazione o "annuncite"?                      | Andrea Orlando, Sergio Abrignani, Simona Sala, Stefano Feltri                                          | 12 maggio 2021    |
| 207 | Draghi fra vaccini e spallate                              | Annalisa Cuzzocrea, Marco Travaglio, Giuseppe Laterza, Federico Gobbi                                  | 13 maggio 2021    |
| 208 | Di Battista contro Draghi e contro i 5 Stelle              | Alessandro Di Battista, Michela Murgia, Massimo Giannini                                               | 14 maggio 2021    |
| 209 | Draghi, un premier gratis                                  | Sandra Zampa, Camilla Conti, Luca Sommi, Diego Dalla Palma                                             | 15 maggio 2021    |
| 210 | Draghi riapre l'Italia                                     | Stefania Salmaso, Alessandro Sallusti, Andrea Scanzi, Giuliano Guida Bardi                             | 17 maggio 2021    |
| 211 | Sul ponte sventola bandiera bianca                         | Lina Palmerini, Marco Travaglio, Tomaso Montanari, Aldo Cazzullo                                       | 18 maggio 2021    |
| 212 | Mattarella non concede il bis                              | Mara Carfagna, Beppe Severgnini, Antonio Padellaro                                                     | 19 maggio 2021    |
| 213 | Draghi a Letta: non è l'ora di nuove tasse                 | Massimo Cacciari, Gianrico Carofiglio, Marta Fana, Stefano Feltri                                      | 20 maggio 2021    |
| 214 | Draghi: fra due mesi via la mascherina                     | Silvia Sciorilli Borrelli, Marco Travaglio, Giorgio Palù, Massimo Giannini                             | 21 maggio 2021    |
| 215 | Draghi: spesso ce l'ho fatta                               | Rossella Muroni, Alessandro De Angelis, Francesco Borgonovo, Luca Telese                               | 22 maggio 2021    |
| 216 | Draghi, 100 giorni e fiducia al 60%                        | Franco Bernabè, Corrado Formigli, Antonella Viola, Alessandro Sallusti                                 | 24 maggio 2021    |
| 217 | Licenziamenti e appalti, Draghi media                      | Silvia Sciorilli Borrelli, Walter Ricciardi, Tomaso Montanari, Sebastiano Barisoni                     | 25 maggio 2021    |
| 218 | Mottarone e la ripartenza sbagliata                        | Viki Manaila, Massimo Giannini, Gad Lerner, Stefano Zurlo                                              | 26 maggio 2021    |
| 219 | Draghi, decisionista e mediatore                           | Lina Palmerini, Giada Zhang, Beppe Severgnini, Andrea Scanzi                                           | 27 maggio 2021    |
| 220 | Draghi e il "nuovo" recovery                               | Simona Sala, Marco Travaglio, Alessandro De Angelis                                                    | 28 maggio 2021    |
| 221 | Ci siamo dimenticati il COVID?                             | Stefania Salmaso, Sandra Zampa, Antonio Padellaro, Francesco Borgonovo                                 | 29 maggio 2021    |
| 222 | COVID e ILVA: salute o lavoro?                             | Lina Palmerini, Massimo Galli, Alessandro Sallusti, Stefano Feltri                                     | 31 maggio 2021    |
| 223 | L'ottimismo di Draghi, la cautela di Monti                 | Rosi Braidotti, Antonella Viola, Mario Monti, Alessandro Milan                                         | 1º giugno 2021    |
| 224 | Mattarella: la storia siamo noi                            | Silvia Sciorrilli Borrelli, Tomaso Montanari, Alessandro De Angelis, Giuliano Guida Bardi              | 2 giugno 2021     |
| 225 | Salvini e la minaccia Meloni                               | Matteo Salvini, Massimo Giannini                                                                       | 3 giugno 2021     |
| 226 | "Forza Italia Lega": la destra anti-Meloni                 | Mariolina Sattanino, Paolo Mieli, Marco Travaglio                                                      | 4 giugno 2021     |
| 227 | L'Italia di Draghi: destra o sinistra?                     | Thomas Piketty, Veronica De Romanis, Stefano Feltri                                                    | 5 giugno 2021     |
| 228 | Salvini, l'ultrà di Draghi                                 | Antonella Viola, Andrea Scanzi, Giancarlo De Cataldo, Giovanni Floris                                  | 7 giugno 2021     |
| 229 | Saman tra silenzi, propaganda e politica                   | Daniela Santanchè, Antonio Padellaro, Marwa Mahmoud, Beppe Severgnini                                  | 8 giugno 2021     |
| 230 | Giustizia nella bufera, parla Gratteri                     | Nicola Gratteri, Paolo Mieli, Annalisa Cuzzocrea                                                       | 9 giugno 2021     |
| 231 | Morta una diciottenne, si riapre il caso AstraZeneca       | Lina Palmerini, Antonella Viola, Maurizio Molinari, Tomaso Montanari                                   | 10 giugno 2021    |
| 232 | AstraZeneca, il governo fa marcia indietro                 | Andrea Crisanti, Marco Travaglio, Alessandro Sallusti                                                  | 11 giugno 2021    |
| 233 | L'Italia che "balla" con il virus                          | Andrea Crisanti, Stefano Bonaccini, Camilla Conti, Giuliano Guida Bardi                                | 12 giugno 2021    |
| 234 | Draghi dal G7 al caos vaccini                              | Franco Bernabè, Pier Luigi Bersani, Patrizia Popoli                                                    | 14 giugno 2021    |
| 235 | Figliuolo: basta polemiche sui vaccini                     | Antonella Viola, Tomaso Montanari, Giovanni Floris, Massimo Giannini                                   | 15 giugno 2021    |
| 236 | Politici, scienziati, giornalisti: chi passa il test COVID | Michela Murgia, Massimo Galli, Alessandro Sallusti                                                     | 16 giugno 2021    |
| 237 | Mascherine, Salvini sfida Draghi                           | Lina Palmerini, Paolo Mieli, Marco Travaglio, Federico Gobbi                                           | 17 giugno 2021    |
| 238 | Draghi: il mix funziona, io lo farò                        | Mariolina Sattanino, Massimo Cacciari, Andrea Scanzi, Sergio Abrignani                                 | 18 giugno 2021    |
| 239 | Virus, la prudenza serve ancora?                           | Alessia Lautone, Concita De Gregorio, Andrea Crisanti, Pino Corrias                                    | 19 giugno 2021    |
| 240 | Draghi, mascherine e PD: parla Letta                       | Enrico Letta, Evelina Christillin, Marco Travaglio                                                     | 21 giugno 2021    |
| 241 | Draghi: spendere tutto, bene con onestà                    | Antonella Viola, Alessandro Sallusti, Giovanni Floris, Antonio Padellaro                               | 22 giugno 2021    |
| 242 | Draghi: l'Italia è uno stato laico                         | Michela Murgia, Massimo Giannini, Francesco Borgonovo, Giuliano Guida Bardi                            | 23 giugno 2021    |
| 243 | L'Italia delle guerre stellari                             | Lina Palmerini, Corrado Formigli, Beppe Severgnini, Nicola Gardini, Samantha Cristoforetti             | 24 giugno 2021    |
| 244 | La variante Delta e la variante Grillo                     | Simona Sala, Marco Travaglio, Andrea Crisanti, Massimo Cacciari                                        | 25 giugno 2021    |